# Либья
Либья — река в России, протекает в Демянском и Валдайском районах Новгородской области. Впадает в озеро Шлино. Река соединена Вельевским каналом с озером Вельё, из которого через Либью поступает вода в Вышневолоцкую водную систему. Длина Либьи с Вельевским каналом составляет 14 км.
В 1993—1998 годах ФГУП «Канал имени Москвы» был расчищен Вельевской (Вельевский) канал и заменена Вельевская плотина с деревянной на железобетонную.
В декабре 1999 арбитражный суд обязал ФГУП «Канал имени Москвы» прекратить реконструкцию и эксплуатацию Вельевской плотины.
В Демянском районе на правом берегу реки стоит деревня Овинчище Полновского сельского поселения (бывшего Дубровского сельского поселения).
В Валдайском районе река протекает по территории Едровского сельского поселения. Недалеко от реки стоят деревни Марково и Семёнова Гора (у устья).

## Данные водного реестра
По данным государственного водного реестра России относится к Балтийскому бассейновому округу, водохозяйственный участок реки — Шлина, речной подбассейн реки — Волхов. Относится к речному бассейну реки Нева (включая бассейны рек Онежского и Ладожского озера).
Код объекта в государственном водном реестре — 01040200122302000019953.